# Trichomanes robustum
Trichomanes robustum là một loài thực vật có mạch trong họ Hymenophyllaceae. Loài này được E. Fourn. miêu tả khoa học đầu tiên năm 1868.